# Pandava laminata
Pandava laminata är en spindelart som först beskrevs av Tord Tamerlan Teodor Thorell 1878.  Pandava laminata ingår i släktet Pandava och familjen stenspindlar. Inga underarter finns listade i Catalogue of Life.